# Campeonato Mundial de Ginástica Acrobática de 1984
O 6º Campeonato Mundial de Ginástica Acrobática foi organizado pela Federação Internacional de Ginástica nos dias 2 a 8 de outubro de 1984, em Sófia, na Bulgária. Foram disputados 21 eventos nas categorias feminino, masculino e misto.

## Resultados

### Saltos acrobáticos masculinos
Os resultados finais foram os seguintes.
Geral
| Posição           | Ginasta           | Nacionalidade   | Pontos |
| ----------------- | ----------------- | --------------- | ------ |
| Medalha de ouro   | Alexandre Mareydo | União Soviética | 29.53  |
| Medalha de prata  | Igor Brikman      | União Soviética | 29.06  |
| Medalha de bronze | Fung Tao          | China           | 29.22  |

Primeiro exercício
| Posição           | Ginasta               | Nacionalidade   | Pontos |
| ----------------- | --------------------- | --------------- | ------ |
| Medalha de ouro   | Igor Brikman          | União Soviética | 19.63  |
| Medalha de prata  | Fung Tao              | China           | 19.56  |
| Medalha de bronze | Wojciech Zabieszowski | Polónia         | 19.16  |

Segundo exercício
| Posição           | Ginasta                | Nacionalidade   | Pontos |
| ----------------- | ---------------------- | --------------- | ------ |
| Medalha de ouro   | Alexandre Mareydo      | União Soviética | 19.80  |
| Medalha de prata  | Nedelcho Nedelkov      | Bulgária        | 19.50  |
| Medalha de bronze | Wojciech Zabieszowskii | Polónia         | 19.09  |

### Pares masculinos
Os resultados finais foram os seguintes.
Geral
| Posição           | Equipe                              | Nacionalidade   | Pontos |
| ----------------- | ----------------------------------- | --------------- | ------ |
| Medalha de ouro   | Sergey Chizhevsky, Valery Lyapunov  | União Soviética | 29.63  |
| Medalha de prata  | Jordan Anachkov, Tsvetan Boyadzhiev | Bulgária        | 29.53  |
| Medalha de bronze | Hu Fufen, Li Shaowan                | China           | 29.12  |

Primeiro exercício
| Posição           | Equipe                             | Nacionalidade   | Pontos |
| ----------------- | ---------------------------------- | --------------- | ------ |
| Medalha de ouro   | Sergey Chizhevsky, Valery Lyapunov | União Soviética | 19.8   |
| Medalha de prata  | Hu Fufen, Li Shaowan               | China           | 19.59  |
| Medalha de bronze | K. Olendzhizsky, A. Klis           | Polónia         | 19.49  |

Segundo exercício
| Posição           | Equipe                              | Nacionalidade   | Pontos |
| ----------------- | ----------------------------------- | --------------- | ------ |
| Medalha de ouro   | Sergey Chizhevsky, Valery Lyapunov  | União Soviética | 19.8   |
| Medalha de prata  | Hu Fufen, Li Shaowan                | Bulgária        | 19.63  |
| Medalha de bronze | Jordan Anachkov, Tsvetan Boyadzhiev | Polónia         | 19.42  |

### Grupo masculino
Os resultados finais foram os seguintes.
Geral
| Posição           | Equipe                                                             | Nacionalidade   | Pontos |
| ----------------- | ------------------------------------------------------------------ | --------------- | ------ |
| Medalha de ouro   | Viktor Kuralesov, Vladimir Simonov, Viktor Bystrov, Kapiz Izmailov | União Soviética | 39.49  |
| Medalha de prata  | Ventseslav Genov, Borislav Hristov, Emil Angelov, Ivlin Iliev      | Bulgária        | 38.06  |
| Medalha de bronze | Song Dnion, Luo Jihui, Kai Xuanlian, Chu Ming                      | China           | 38.05  |

Primeiro exercício
| Posição           | Equipe                                                                  | Nacionalidade   | Pontos |
| ----------------- | ----------------------------------------------------------------------- | --------------- | ------ |
| Medalha de ouro   | Viktor Kuralesov, Vladimir Simonov, Viktor Bystrov, Kapiz Izmailov      | União Soviética | 19.60  |
| Medalha de prata  | Ventseslav Genov, Borislav Hristov, Emil Angelov, Ivlin Iliev           | Bulgária        | 19.60  |
| Medalha de bronze | Song Dnion, Luo Jihui, Kai Xuanlian, Chu Ming                           | China           | 18.63  |
| Medalha de bronze | Tadeusz Wojkowiak, Jerzy Sobkowiak, Anton Seredinski, Bronislaw Dziurla | Polónia         | 18.63  |

Segundo exercício
| Posição           | Equipe                                                             | Nacionalidade   | Pontos |
| ----------------- | ------------------------------------------------------------------ | --------------- | ------ |
| Medalha de ouro   | Viktor Kuralesov, Vladimir Simonov, Viktor Bystrov, Kapiz Izmailov | União Soviética | 19.8   |
| Medalha de bronze | Song Dnion, Luo Jihui, Kai Xuanlian, Chu Ming                      | China           | 19.56  |
| Medalha de prata  | Ventseslav Genov, Borislav Hristov, Emil Angelov, Ivlin Iliev      | Bulgária        | 19.36  |

### Saltos acrobáticos femininos
Os resultados finais foram os seguintes.
Geral
| Posição           | Ginasta          | Nacionalidade   | Pontos |
| ----------------- | ---------------- | --------------- | ------ |
| Medalha de ouro   | Lyudmila Gromova | União Soviética | 29.42  |
| Medalha de prata  | Elena Bugaeva    | União Soviética | 29.23  |
| Medalha de bronze | Penka Nenova     | Bulgária        | 29.15  |

Primeiro exercício
| Posição           | Ginasta          | Nacionalidade   | Pontos |
| ----------------- | ---------------- | --------------- | ------ |
| Medalha de ouro   | Elena Bugaeva    | União Soviética | 19.63  |
| Medalha de prata  | Lyudmila Gromova | União Soviética | 19.59  |
| Medalha de bronze | Huang Ruifeng    | China           | 19.43  |
| Medalha de bronze | Zhao Yibo        | China           | 19.43  |

Segundo exercício
| Posição           | Ginasta          | Nacionalidade   | Pontos |
| ----------------- | ---------------- | --------------- | ------ |
| Medalha de ouro   | Penka Nenova     | Bulgária        | 19.66  |
| Medalha de prata  | Lyudmila Gromova | União Soviética | 19.62  |
| Medalha de bronze | Zhao Yibo        | China           | 19.40  |

### Pares femininos
Os resultados finais foram os seguintes.
Geral
| Posição           | Equipe                                       | Nacionalidade   | Pontos |
| ----------------- | -------------------------------------------- | --------------- | ------ |
| Medalha de ouro   | Silvia Kostova, Irena Bakalova               | Bulgária        | 28.72  |
| Medalha de prata  | Danyuta Chvalbogowska, Boguslava Wyzhykowska | Polónia         | 29.10  |
| Medalha de bronze | Elena Bogdanova, Isabella Suzdaleva          | União Soviética | 28.99  |

Primeiro exercício
| Posição           | Equipe                                       | Nacionalidade   | Pontos |
| ----------------- | -------------------------------------------- | --------------- | ------ |
| Medalha de ouro   | Silvia Kostova, Irena Bakalova               | Bulgária        | 19.76  |
| Medalha de prata  | Elena Bogdanova, Isabella Suzdaleva          | União Soviética | 19.63  |
| Medalha de bronze | Danyuta Chvalbogowska, Boguslava Wyzhykowska | Polónia         | 19.33  |
| Medalha de bronze | Maria Katona, Esther Földi                   | Hungria         | 19.33  |

Segundo exercício
| Posição           | Equipe                                      | Nacionalidade | Pontos |
| ----------------- | ------------------------------------------- | ------------- | ------ |
| Medalha de ouro   | Silvia Kostova, Irena Bakalova              | Bulgária      | 19.72  |
| Medalha de prata  | Li Xiaoan, Liang Meifang                    | China         | 19.46  |
| Medalha de bronze | anyuta Chvalbogowska, Boguslava Wyzhykowska | Polónia       | 19.36  |

### Grupo feminino
Os resultados finais foram os seguintes.
Geral
| Posição           | Equipe                                                   | Nacionalidade   | Pontos |
| ----------------- | -------------------------------------------------------- | --------------- | ------ |
| Medalha de ouro   | Inessa Sprogis, Natalya Ryzhevskaya, Svetlana Kuznetsova | União Soviética | 29.43  |
| Medalha de ouro   | Silva Georgieva, Angelina Madyarova. Sonya Mikhailova    | Bulgária        | 29.43  |
| Medalha de prata  | Liu Hai'an, Liu Jun, Yan Ping                            | China           | 28.56  |
| Medalha de bronze | Gabi Hooking, Teresa Andrews, Teresa Mayle               | Grã-Bretanha    | 28.39  |

Primeiro exercício
| Posição           | Equipe                                                   | Nacionalidade   | Pontos |
| ----------------- | -------------------------------------------------------- | --------------- | ------ |
| Medalha de ouro   | Inessa Sprogis, Natalya Ryzhevskaya, Svetlana Kuznetsova | União Soviética | 19.7   |
| Medalha de ouro   | Silva Georgieva, Angelina Madyarova. Sonya Mikhailova    | Bulgária        | 19.7   |
| Medalha de prata  | Liu Hai'an, Liu Jun, Yan Ping                            | China           | 19.13  |
| Medalha de bronze | Yandy Bodo, Katalin Dick, Eva Stofan                     | Hungria         | 19.06  |

Segundo exercício
| Posição           | Equipe                                                      | Nacionalidade   | Pontos |
| ----------------- | ----------------------------------------------------------- | --------------- | ------ |
| Medalha de ouro   | Inessa Sprogis, Natalya Ryzhevskaya, Svetlana Kuznetsova    | União Soviética | 19.56  |
| Medalha de ouro   | Silva Georgieva, Angelina Madyarova. Sonya Mikhailova       | Bulgária        | 19.56  |
| Medalha de prata  | Liu Hai'an, Liu Jun, Yan Ping                               | China           | 19.36  |
| Medalha de bronze | Grazyna Mariewicz, Małgorzata Slusarska, Kamilla Zapytowska | Polónia         | 19.23  |

### Pares mistos
Os resultados finais foram os seguintes.
Geral
| Posição           | Equipe                                | Nacionalidade   | Pontos |
| ----------------- | ------------------------------------- | --------------- | ------ |
| Medalha de ouro   | Svetlana Grozdova, Evgeny Makhalichev | União Soviética | 29.69  |
| Medalha de prata  | Evredika Lyubcheva, Dimitar Minchev   | Bulgária        | 29.45  |
| Medalha de bronze | Małgorzata Wilk, Jan Wieczek          | Polónia         | 29.09  |

Primeiro exercício
| Posição           | Equipe                                | Nacionalidade   | Pontos |
| ----------------- | ------------------------------------- | --------------- | ------ |
| Medalha de ouro   | Svetlana Grozdova, Evgeny Makhalichev | União Soviética | 19.86  |
| Medalha de ouro   | Evredika Lyubcheva, Dimitar Minchev   | Bulgária        | 19.86  |
| Medalha de prata  | Małgorzata Wilk, Jan Wieczek          | Polónia         | 19.46  |
| Medalha de prata  | Xi Lichan, Miao Hehua                 | China           | 19.46  |
| Medalha de bronze | Cristina Vanlo, Albert. Marrom        | Estados Unidos  | 19.33  |

Segundo exercício
| Posição           | Equipe                                | Nacionalidade   | Pontos |
| ----------------- | ------------------------------------- | --------------- | ------ |
| Medalha de ouro   | Svetlana Grozdova, Evgeny Makhalichev | União Soviética | 19.72  |
| Medalha de prata  | Xi Lichan, Miao Hehua                 | China           | 19.50  |
| Medalha de bronze | Evredika Lyubcheva, Dimitar Minchev   | Bulgária        | 19.49  |